# Calamoclostes gurneyi
Calamoclostes gurneyi är en insektsart som beskrevs av Ross 1944. Calamoclostes gurneyi ingår i släktet Calamoclostes och familjen Archembiidae. Inga underarter finns listade i Catalogue of Life.